# Mariana Mantovana
Mariana Mantovana är en ort och kommun i provinsen Mantua i regionen Lombardiet i Italien. Kommunen hade 775 invånare (2018).